# ورقة 10 روبية هندية
ورقة 10 روبية هندية هي فئة من روبية هندية. أصدرت ورقة 10 روبية أول مرة منذ أن تولى بنك الاحتياطي الهندي مهام مراقب العملة في الهند في عام 1923. كانت الورقة النقدية من فئة 10 إحدى الأوراق النقدية الأولى التي أصدرها البنك الاحتياطي الهندي كجزء من سلسلة المهاتما غاندي في عام 1996. وتستخدم السلسلة القديمة مع سلسلة المهاتما غاندي الجديدة التي أصدرت في يناير 2018 ومعهم أيضا قطعة 10 روبية المدنية.

## سلسلة المهاتما غاندي الجديدة
أعلن بنك الاحتياطي الهندي في 5 يناير 2018 عن إصدار جديد لورقة 10 روبية. أصدر بنك الاحتياطي الهندي ورقة 10 روبية كجزء منسلسلة المهاتما غاندي (الجديدة). يظهر على ظهر الورقة فكرة معبد الشمس، كونارك في تصور التراث الثقافي للبلاد. لون الورقة الأساسي هو الشوكولاتة، أبعادها هو 123 ملم × 63 ملم.

## التاريخ

### سلسلة جورج السادس

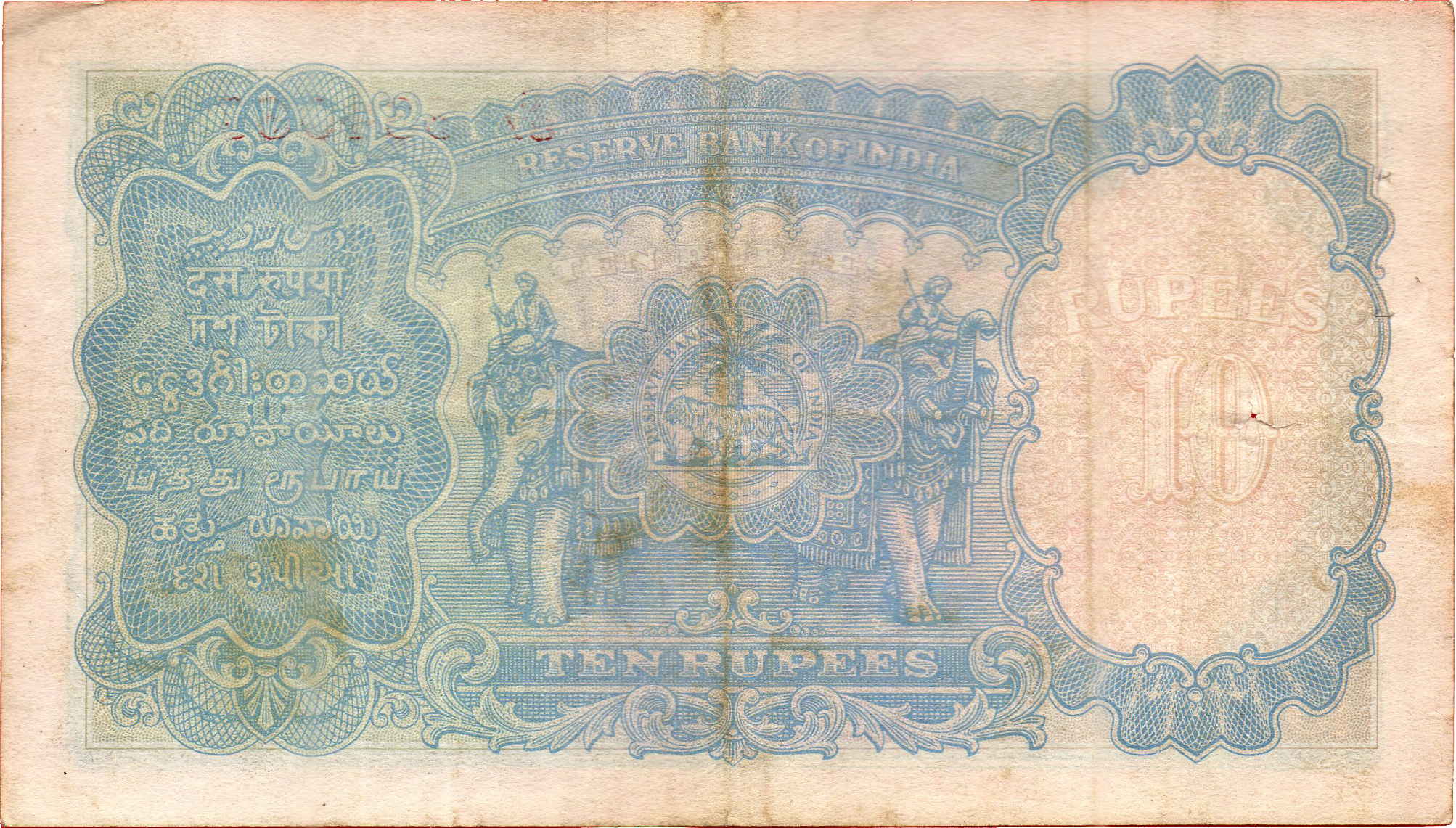
ظهر ورقة 10 روبية من سلسلة الملك جورج

أصدرت أول 10 روبية في عام 1937، ظهر على وجه الورقة صورة جورج السادس وعلى الظهر فيلين مع كتابة قيمة الورقة باللغات الأردية، الهندية، البنغالية، البورمية، التيلوغوية، التاميلية، الكنادية والكجراتية.

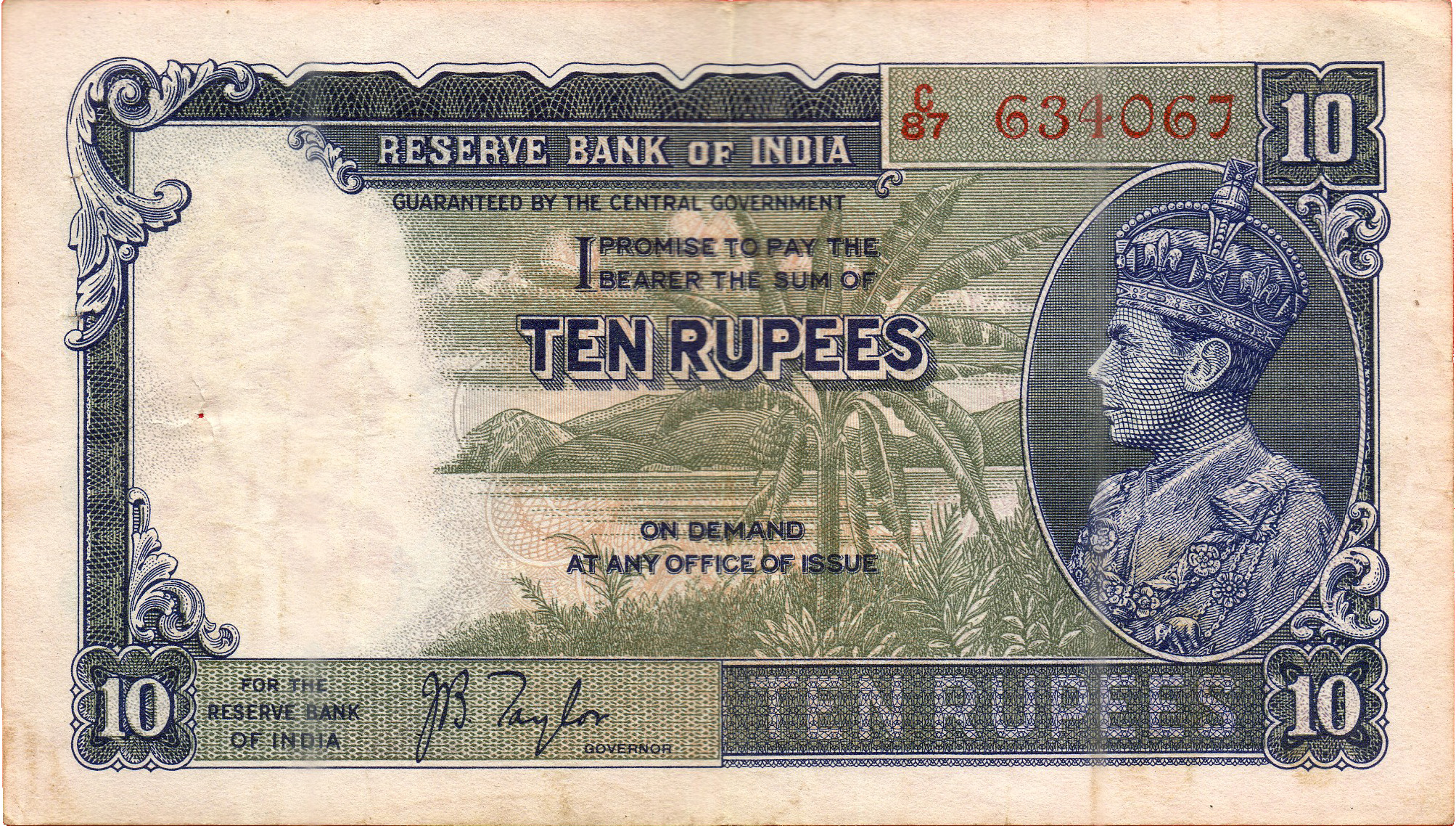
وجه ورقة 10 روبية من سلسلة الملك جورج

### سلسلة الأسد
أصدرت ورقة 10 روبية في عام 1970، ظهر على وجه الورقة أعمدة أشوكا مع كتابة قيمة الورقة باللغات الهندية، الآسامية، البنغالية، الكجراتية، الكنادية، الكشميرية، الماليالامية، المراثية، لغة الأوريا، البنجابية، السنسكريتية، التاميلية، التيلوغوية والأردية ومع كتابة قيمة الورقة باللغة الإنجليزية.

### سلسلة المهاتما غاندي
أبعاد ورقة 10 روبية من سلسلة المهاتما غاندي هي 137×63 ملم بلون برتقالي بنفسجي، على وجه العملة صورة المهاتما غاندي مع توقيع محافظ البنك الاحتياطي الهندي. لا تحتوى الورقة على كتابة بريل التي تساعد ذوي الإعاقة البصرية في التعرف على العملة. على ظهر العملة وحيد القرن الهندي وفيل هندي وببر بنغالي.
أضيف رمز الروبية للورقة في عام 2011. أعلن بنك الاحتياطي الهندي (RBI) في يناير 2014 أنه سيسحب من التداول جميع الأوراق النقدية المطبوعة قبل عام 2005 بحلول 31 مارس 2014، مدد لاحقًا إلى 1 يناير 2015، ثم إلى 30 يونيو 2016.
وفقًا للإعلان الصادر عن البنك الاحتياطي الهندي (RBI) في مارس 2017، ستطرح نسخة جديدة من عملة 10 روبية هندية قريبًا، مع ميزات أمان أفضل. ستكون سنة الطباعة على جانب الورقة العكسية.

## اللغات
كما هو الحال مع أوراق الروبية الهندية النقدية الأخرى فورقة 10 روبية مكتوب عليها 17 لغة. على الوجه والظهر اللغتين الإنجليزية والهندية. وعلى الظهر 15 من 22 لغة رسمية في الهند، كالآتي الآسامية والبنغالية والكجراتية والكنادية والكشميرية والكونكانية والماليالامية والمراثية والنيبالية ولغة الأوريا والبنجابية والسنسكريتية والتاميلية والتيلوغوية والأردية.
| الإنجليزية                                    | Ten rupees |
| الهندية                                       | दस रुपये     |
| 15 لغة من اللغات الرسمية في الهند (على الظهر) |            |
| الآسامية                                      | দহ টকা      |
| البنغالية                                     | দশ টাকা      |
| الكجراتية                                     | દસ રૂપિયા     |
| الكنادية                                      | ಹತ್ತು ರೂಪಾಯಿಗಳು  |
| الكشميرية                                     | دٔہ رۄپیہِ   |
| الكونكانية                                    | धा रुपया      |
| الماليالامية                                  | പത്തു രൂപ     |
| المراثية                                      | दहा रुपये     |
| النيبالية                                     | दस रुपियाँ     |
| لغة الأوريا                                   | ଦଶ ଟଙ୍କା     |
| البنجابية                                     | ਦਸ ਰੁਪਏ     |
| السنسكريتية                                   | दश रूप्यकाणि   |
| التاميلية                                     | பத்து ரூபாய்    |
| التيلوغوية                                    | పది రూపాయలు    |
| الأردية                                       | دس روپیے   |